# Heliococcus phaseoli
Heliococcus phaseoli är en insektsart som först beskrevs av Robert Malcolm Laing 1929.  Heliococcus phaseoli ingår i släktet Heliococcus och familjen ullsköldlöss.
Artens utbredningsområde är Sierra Leone. Inga underarter finns listade i Catalogue of Life.